# 大西門 (澎湖縣)
中興門，又名澎湖廳城大西門，是1885年中法戰爭後於1886年所籌建之澎湖廳城（媽宮城）的六座城門之一，與順承門並列為中華民國國定古蹟，當前城門樣貌與初建形式不同。

## 歷史
媽宮城周圍有七百八十九丈二尺五寸，牆垛七百五十個，牆身連牆垛高一丈八尺，牆根地基三尺五寸，厚二丈四尺。共設有六座城門，東門名「朝陽」，小西門稱「順承」，南門名「即敘」，而北門名「拱辰」，小南門名「迎薰」，大西門沒有設城樓，因此成為該城牆中唯一未設城樓只建門洞的城門。，澎湖廳城主要在明治40年（1907年）與昭和13年（1938年）遭到大規模拆除，南邊城牆與南門、小南門遭到拆除以興建第一、二、三號棧橋碼頭，北邊城牆與北門（拱辰門）、東門因都市計畫而拆除，東南城牆也因要興建漁港而拆除，只有西段城牆與大西門、小西門一帶因是軍事管制區而被保存。1962年（民國51年），大西門因規劃於國軍營地而改建為今中興門，至今位於澎湖防衛司令部中正堂對面。

## 建築設計
大西門結構係以澎湖當地所產的火成岩砌牆身，上接咾咕石砌的城垛，兩者之間砌一皮尺磚做為裝飾。再以蠣殼灰抹在表面上做為保護之用。城垛雉堞長方形實心作法，與一般雉堞中間留設方孔做觀測與射口之用的形制有著極大的不同。

## 外部連結
- 大西門 - 澎湖知識服務平台 （页面存档备份，存于）

1. ↑  張志遠. . 台北縣新店市: 遠足文化. 2007年9月: 174－177頁. ISBN 978-986-6731-00-6.
2. ↑  . 行政院文化建設委員會文化資產總管理處籌備處.   [2012-03-06] （中文（臺灣））.[]